# Poul-Erik Høyer Larsen
Poul-Erik Høyer Larsen, född 20 september 1965, är en dansk före detta idrottare som tog guld i badminton vid olympiska sommarspelen 1996 i Atlanta.
Han är president för Badminton World Federation och dessutom medlem av Internationella Olympiska Kommittén.